# Dearborn Heights
Dearborn Heights es una ciudad ubicada en el condado de Wayne en el estado estadounidense de Míchigan. En el Censo de 2010 tenía una población de 57774 habitantes y una densidad poblacional de 1.898,12 personas por km².

## Geografía
Dearborn Heights se encuentra ubicada en las coordenadas 42°20′8″N 83°17′20″O / 42.33556, -83.28889. Según la Oficina del Censo de los Estados Unidos, Dearborn Heights tiene una superficie total de 30.44 km², de la cual 30.41 km² corresponden a tierra firme y (0.08%) 0.02 km² es agua.

## Demografía
Según el censo de 2010, había 57774 personas residiendo en Dearborn Heights. La densidad de población era de 1.898,12 hab./km². De los 57774 habitantes, Dearborn Heights estaba compuesto por el 86.15% blancos, el 7.87% eran afroamericanos, el 0.41% eran amerindios, el 1.73% eran asiáticos, el 0.02% eran isleños del Pacífico, el 1.04% eran de otras razas y el 2.78% pertenecían a dos o más razas. Del total de la población el 4.69% eran hispanos o latinos de cualquier raza.